# Hans-Karl Albers
Hans-Karl Albers (* 22. August 1939 in Hamburg) ist ein deutscher Zahnmediziner.

## Leben
Er absolvierte ein Gewerbelehrerstudium, Studium der Zahnheilkunde und der Medizin an der Universität Hamburg. Nach der Approbation und Promotionen zum Dr. med. dent. (1970) und zum Dr. med. (1975), der ärztlichen Approbation (1976) und der Habilitation (1979) im Fach Zahnheilkunde war er von 1979 bis 1982 Privatdozent für Zahn-, Mund- und Kieferheilkunde unter besonderer Berücksichtigung der Zahnerhaltungskunde und von 1982 bis 1985 Professor für Zahnerhaltungskunde in Hamburg. Von 1985 bis 2004 war er C4-Professor für Zahnerhaltungskunde und Parodontologie an der Universität Kiel.
Er ist verheiratet mit Cornelia Stasch-Albers. Seine Schwerpunkte in Forschung und Lehre sind Materialkunde in der Zahnfüllungstherapie und Entzündungsabläufe der chronischen marginalen Parodontopathien.

## Schriften (Auswahl)
- Die Knochenleitung im Tieftongebiet. Ein neues Verfahren zur Knochenleitungsbestimmung bei hochgradiger Innenohrschwerhörigkeit. Hamburg 1970, OCLC 720362402.
- Untersuchungen von Steroid-Hormonen durch Remissionsspektren. Ein Beitrag zur Charakterisierung einiger dünnschichtchromatographisch getrennter Steroide aus der Gruppe der Östrogene und Androgene mit Hilfe spektrophotometrischer Verfahren. Hamburg 1976, OCLC 311357608.
- Die Bedeutung der Prostaglandine in der Pathogenese der entzündlichen Parodontopathien. Biochemische, morphologische und klinische Untersuchungen. Berlin 1989, ISBN 3-87652-910-7.